# Schloss Wollin
Koordinaten: 53° 50′ 40,8″ N, 14° 36′ 58,8″ O

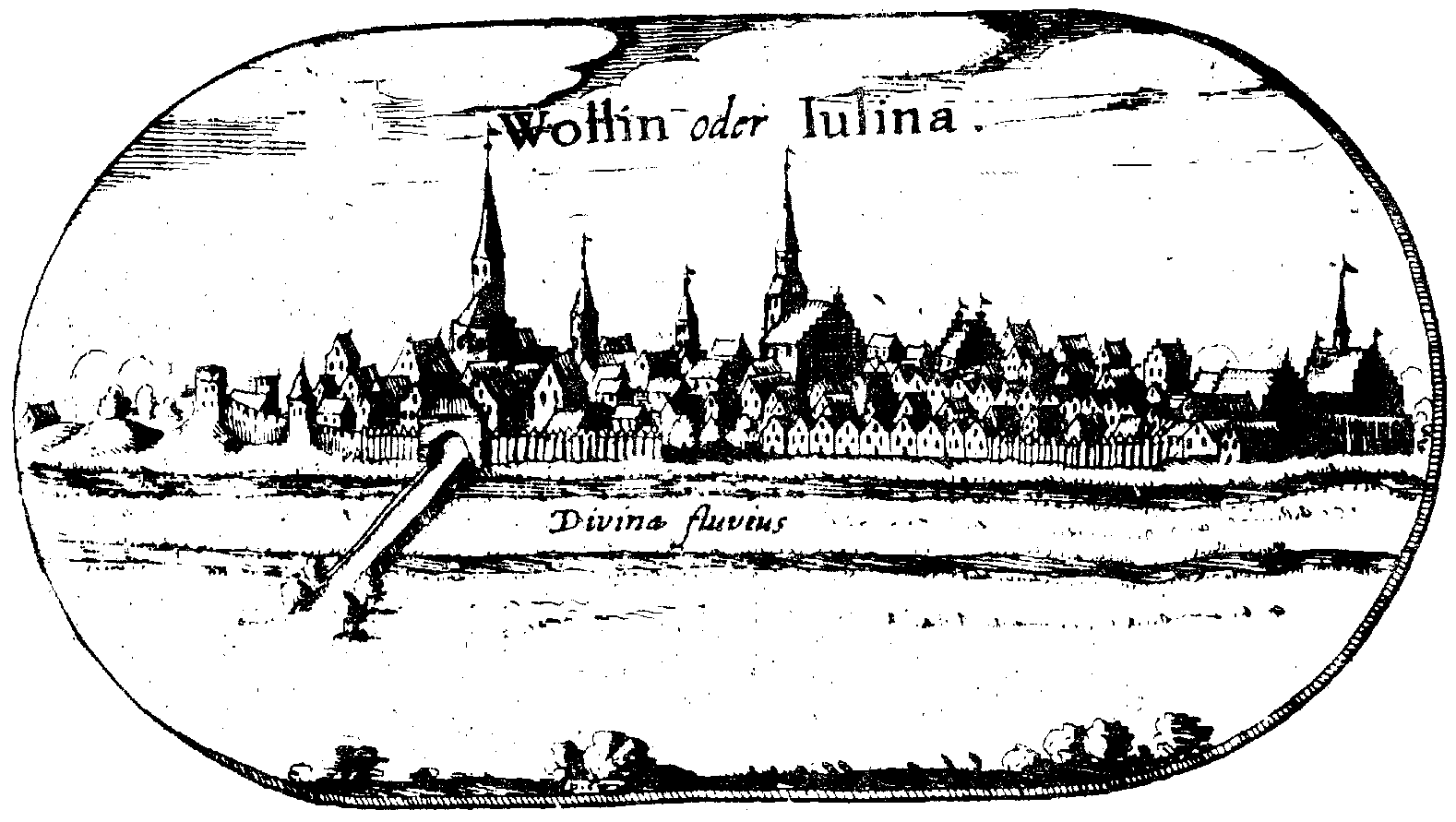
Schloss Wollin am rechten Rand auf der Vedute der Lubinschen Karte

Das Schloss Wollin war ein Schloss der Herzöge von Pommern auf der heute polnischen Insel Wolin in der gleichnamigen Stadt.
Bereits Bischof Otto von Bamberg wurde auf einer seiner Missionsreisen durch Pommern in einem befestigten fürstlichen Haus in Wollin untergebracht. Kastellane verwalteten bis ins 13. Jahrhundert das hölzerne Gebäude und den Burgbezirk Wollin, dann war das Haus Sitz des mecklenburgischen Fürsten Pribislaw I. und nach dessen Tod seines Sohnes Pribislaw II. Später übernahmen herzogliche Vögte die Verwaltung. 1284 wurde das castrum Wolyn in einer Urkunde erwähnt.
Während des Bestehens des Herzogtums Pommern diente das als Steinbau wiedererrichtete Gebäude wiederholt als Witwensitz der pommerschen Herzoginnen oder als Wohnort für nicht regierende Mitglieder des Greifenhauses, wie für Barnim IX. in seinen jüngeren Jahren. Sonst bewohnte ein Amtshauptmann das Hauptgebäude eines Komplexes zu dem unter anderem Stallungen, ein Kornhaus, ein Brauhaus und die Renterei gehörten.
Philipp Hainhofer, der den Herzog Philipp II. 1617 auf einer längeren Reise begleitete, hinterließ in seinem Reisetagebuch eine Beschreibung des Schlosses. Danach bot das alte Gebäude, in dem von 1603 bis 1618 die Herzogin Anna Maria von Brandenburg ihren Witwensitz hatte, nur für zehn Personen des herzoglichen Hofstaates Unterkunft. Im großen Saal befanden sich nach Hainhofers Angaben Fürstenporträts. Etwa zur gleichen Zeit wurde die Vedute Wollins gezeichnet, die sich am Rand der Lubinschen Karte. Diese zeigt am rechten Rand ein durch Staffelgiebel und einen spitzen kupfergedeckten Dachreiter mit Schlaguhr verziertes Gebäude von rechteckigem Grundriss. 1620 war der Zustand des Schlosses, das als Wohnsitz für Sophie von Sachsen (1587–1635), die Witwe von Herzog Franz dienen sollte, so schlecht, dass es abgebrochen und durch einen Neubau an gleicher Stelle ersetzt wurde. Einige Nebengebäude wurden beim großen Stadtbrand 1628 beschädigt. Bei der 1636 nach dem Tod der Herzogin Sophie erfolgten Inventur wurde eine unfertige Innenausstattung des Ziegelbaus vorgefunden. Die benachbarte ehemalige Klosterkirche wurde als Kornhaus genutzt.
Nach dem Aussterben der Greifenherzöge während des Dreißigjährigen Krieges kam das Schloss in den Besitz des schwedischen Statthalters Johan Banér (1596–1641), dessen Erben es 1648 an die schwedische Königinwitwe Maria Eleonora abtraten. Von ihrer Tochter Königin Christina, erwarb 1654 Clas Graf Tott (1630–1674) Schloss und Amt Wollin und verpfändete es 1655 – die Bestätigung der Rechtmäßigkeit erfolgte 1657 – an Christoph Carl Graf Schlippenbach (1624–1660). Bereits während der Belagerung und Erstürmung Wolins 1659 im Zweiten Schwedisch-Polnischen Krieg durch kaiserliche und brandenburgische Truppen stark beschädigt, brannte das Schloss bei der Eroberung durch die Brandenburger im Schwedisch-Brandenburgischen Krieg 1675 nieder und wurde nicht wieder aufgebaut.